# ジム・バターフィールド
フランク・ジェームズ・バターフィールド（Frank James Butterfield、1936年2月14日 - 2007年6月29日）は、カナダのプログラマ、著述家、講演家である。初期のマイクロコンピュータの研究、特に、コモドールやトロントPETユーザーズグループとの関係、機械語プログラミングに関する多くの書籍や記事、教育用ビデオやテレビ番組の出演で知られている。

## 若年期と初期のキャリア
ジム・バターフィールドは1936年2月14日、エドモントンの南に位置するアルバータ州パノーカで、イギリスから農業のために移住したジェームズ・バターフィールドとナンシー・バターフィールドの4人の子供の3人目として生まれた。1953年に奨学金を得てアルバータ州バンフのバンフ芸術学校に入学した。その後、アルバータ大学、ブリティッシュコロンビア大学に進学したが、興味がなく中退した。最初の仕事の一つは、アルバータ州でのラジオの穴埋め番組の台本の執筆だった。
1957年、バターフィールドはカナディアンナショナル/カナディアンパシフィック・テレコミュニケーションズ(CN/CP)で働き始め、当初はユーコンのホワイトホースでマイクロ波技術者のための講師を務めていた。1959年、『ポピュラーエレクトロニクス』誌に、当時の新技術だったトランジスタに関するホビイスト向けの彼の記事が掲載された。1962年にはトロントに転勤し、それから1年以内にCN/CPのメインフレームのプログラミングをするようになった。
バターフィールドは1981年にCN/CPを退職した。その理由として、彼が上司に「パーソナルコンピュータが有線テレプリンタ事業を一掃するだろう」と言ったためにクビになったとされているが、実際には、会社がトロント中心部から郊外に移転し、通勤に時間をかけるほどやりがいもなかったので自発的に辞めたと彼は述べている。これ以降、彼はフルタイムのフリーランスの著述家、プログラマとなった。

## マイクロコンピュータにおけるキャリア
1976年5月、バターフィールドはマイクロコンピュータに強い関心を持つようになり、モステクノロジーのKIM-1を購入した。後に、このマシンに関する本を共著で執筆した。彼は多くのコンピュータ用のゲームやアプリケーションを製作し、『コンピュート!』、『コンピュート!ガゼット』、『ザ・トランザクター』、『プリントアウト』などのコンピュータ雑誌の常連寄稿者となった。その後も、MOS 6510プログラミングの代表的な参考書である『Machine Language Programming for the Commodore 64 and Other Commodore Computers』など数冊の書籍を出版した。バターフィールドの文章は「技術的な内容にもかかわらず、くだけていて機知に富んでいる」と称賛され、『ザ・トランザクター』にはバターフィールドのグラビア風写真（服は着ていたが）が掲載されたこともあるほど、彼はコモドールのユーザーに愛されていた。
バターフィールドはトロントPETユーザーズグループ(TPUG)の設立に協力し、1979年の第1回会合で講演を行った。講演者や教育者としてのバターフィールドの評判は高まり、初期のTPUGミーティングには何百キロもの距離を車で移動して彼の講演を聞く人々がいた。バターフィールドは世界中の科学会議やコンピュータ展示会で講演を行い、ヨーロッパでは「コモドールの教皇」(Commodore Pope)と呼ばれた。コモドール社は彼と契約して、新製品のVIC-20のサポートツアーを行い、後にコモドール64のトレーニングビデオを制作した。1983年、バターフィールドはTVオンタリオの教育シリーズ『The Academy』の専属専門家として出演した。この番組は、同局の『Bits and Bytes』と対になるもので、バターフィールドはこの番組の監修や付属の本の執筆を行った。同年、バターフィールドと共同司会のジャック・リヴスレイは、コモドールが主催した展示会「ワールド・オブ・コモドール」に出演した。
1980年代に入ってからもバターフィールドはTPUGとの関係を続け、TPUGとジョージ・ブラウン大学で機械語コースを教えた。バターフィールドは亡くなるまで、TPUGの会合やワールド・オブ・コモドールなどのイベントで定期的にクラスやセミナーを開催していた。直接参加できない人のために、バターフィールドは毎日午前10時から午後10時まで電話を受け付け、毎週何百もの質問を受けていた。また、当時のオンラインコミュニティでは、Quantum LinkやGEnieなどのオンラインサービスでQ&Aセッションを定期的に開催するなど、大きな存在感を発揮していた。バターフィールドはまた、Microsoft BASICのAtari 8ビット・コンピュータ版など、コモドール以外のコンピュータについても執筆していた。
バターフィールドは自由にソースを利用できるソフトウェアの初期の提唱者の一人であり、TPUGソフトウェアライブラリの始まりとなった約80のプログラムのうちの4分の1を製作した。彼のソフトウェアの多くは、彼が寄稿していた雑誌にソースコードが掲載されていた。それらの中で最もよく知られているのはSuperMonとTinyMonである。これは、多くのアセンブリ言語プログラマがコードのデバッグやテストに使用していた機械語モニタである。バターフィールドが製作したプログラムの中で商用で販売されたのは、ワードプロ用のスペルチェッカー・SpellProが唯一だった。

## 死去
2006年11月のニュースグループへの投稿で、バターフィールドは化学療法を受けていることを発表した。2007年6月29日、バターフィールドはトロントのマーガレット王女病院で死去した。翌日にはニュースグループ comp.sys.cbm で死去が発表され、その後『トロント・スター』紙と『エドモントン・ジャーナル』紙でも死去の記事が掲載された。
オンラインや主要メディア、コンピュータ関連のマスコミで、バターフィールドへの追悼のメッセージが多数発表された。『グローブ・アンド・メール』紙は2007年8月に彼に捧げるコラム"Lives Lived"を掲載した。『TPUGニュースレター』の2007年冬号には、バターフィールドの多数の伝記、弔辞、賛辞が掲載された。9月22日にはトロントの海軍クラブで追悼式が行われ、コンピュータ史家のシド・ボルトンによるトリビュートビデオが放映された。12月1日にはワールド・オブ・コモドールでも追悼式が行われた。

## 私生活

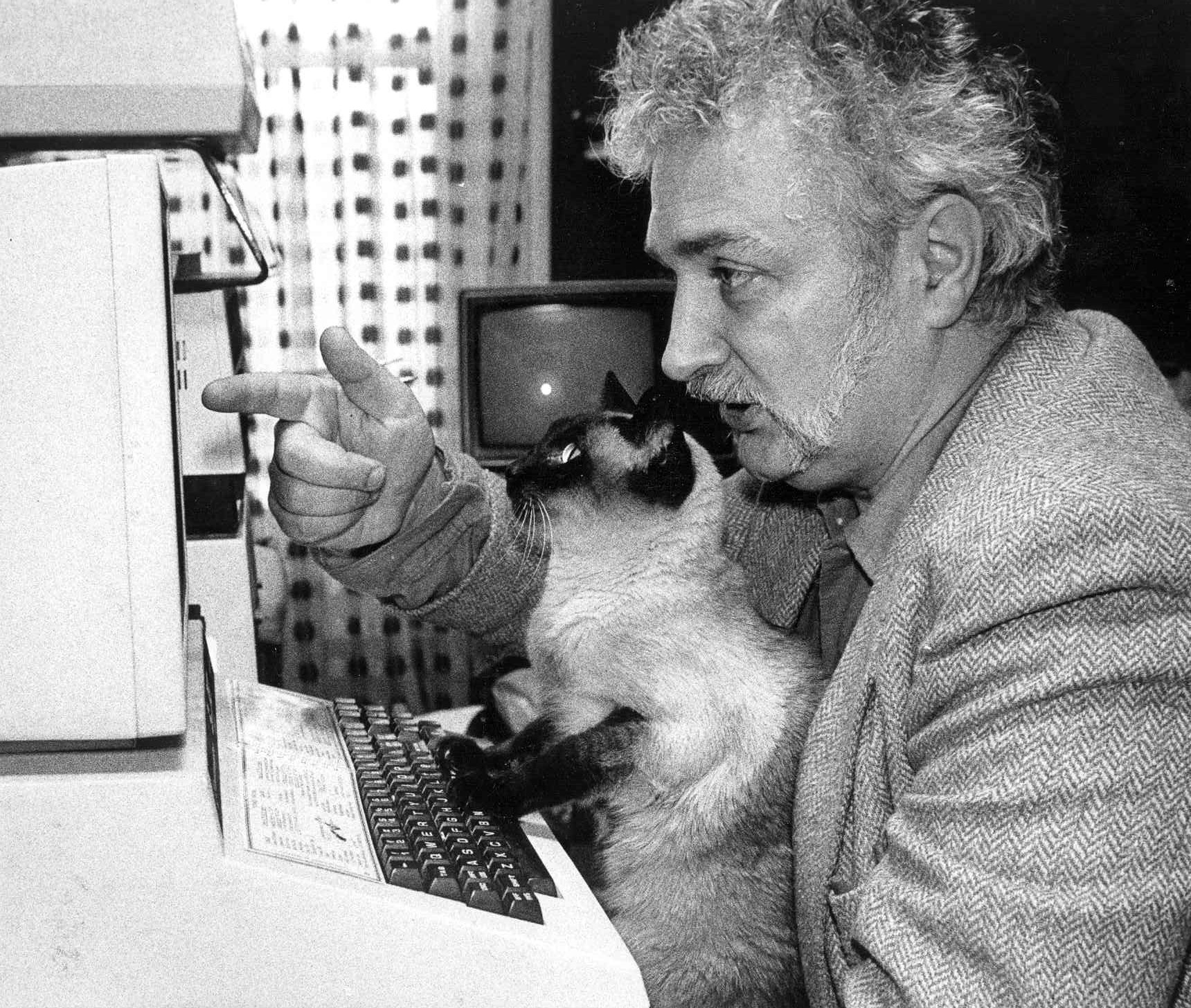
ペットを抱いてPETを操作するバターフィールド

バターフィールドの一家はトロント近郊のダウンタウンに住んでいた。余暇にはガーデニング、ピアノ演奏、たくさんの猫の世話、トロントの海軍クラブでの交流、トロントのダウンタウンや訪れた多くの都市の探索などを楽しんでいた。
彼の妻のビッキー・バターフィールド(Vicki Butterfield)は、カナダの政党・サイ党の活動的な党員で、トロント支部を運営していた。1988年に、2人の間に娘のスザンナが生まれた。

## 著作物
- Butterfield, Jim; Ockers, Stan; Rehnke, Eric (1977). The First Book of KIM. Hayden Book. ISBN 0-8104-5119-0
- (1984). Learning Machine Code Programming on the Commodore 64 (and other Commodore computers). ISBN 9780893036546
- (1984). Machine Language Programming for the Commodore 64: Commodore 64/Book and 64K Disk. Simon & Schuster. ISBN 0-89303-653-6
- (1985). Commodore Reference Diary
- (1986). Machine language for the Commodore 64, 128, and other Commodore computers (Revised edition of C64 Machine Language Programming ed.). Prentice Hall